# La Sierpe (Cuba)
Pour les articles homonymes, voir La Sierpe.
La Sierpe est une ville et une municipalité de Cuba dans la province de Sancti Spíritus.

## Géographie

### Situation
La Sierpe se trouve au centre du pays, sur la côte sud de l'île de Cuba, à 394 km sud-est de La Havane et à 39 km sud-est de sa capitale de province Sancti Spiritus. 
Sa côte sud-est borde le golfe de Ana María (es) ; la côte sud et sud-ouest borde directement la mer des Caraïbes,.

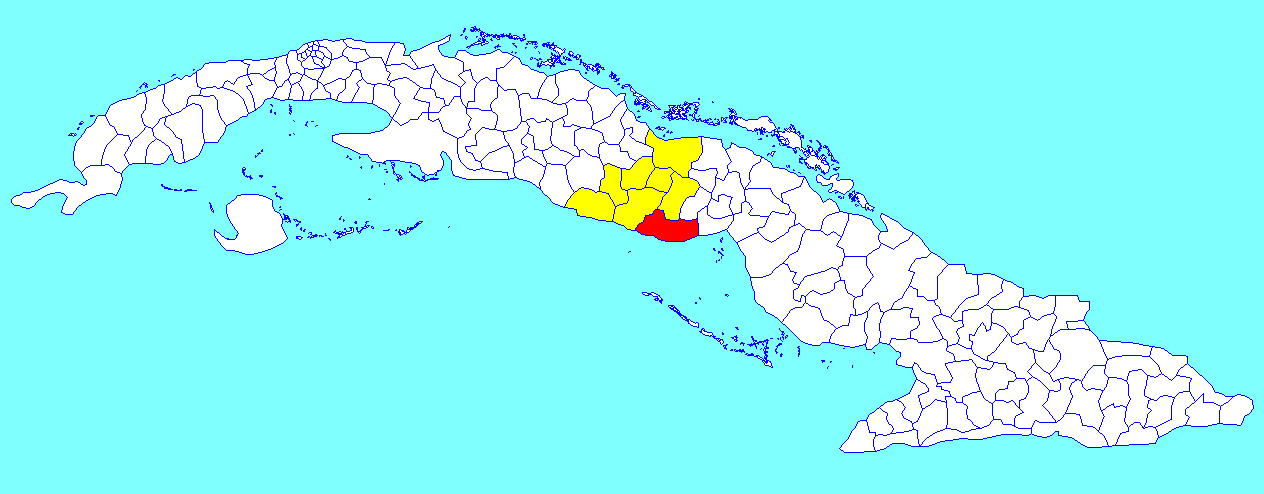
Municipalité de La Sierpe dans la province de Sancti Spíritus

### Divisions administratives
La municipalité compte cinq consejos populares :
- Heriberto Orellanes
- El Jíbaro
- La Ferrolana
- Las Nuevas
- Mapos

## Population
En 2022 la population de la municipalité est estimée à 16 573 habitants. Pour une surface de 1 075 km2, la densité est de 15,42 habitants/km².